# 銀河連合日本
『銀河連合日本』（ぎんがれんごうにっぽん）は、柗本保羽による日本のライトノベル。『小説家になろう』より本編が2013年10月27日から2015年4月4日まで、外伝が2015年4月19日から2016年9月25日まで掲載された。その後、第二部となる続編『銀河連合日本 The Next Era』が2016年11月6日から2025年4月12日まで掲載された。書籍版は星海社FICTIONS（星海社）より2016年2月から刊行されている。
『このWeb小説がすごい！』（宝島社）のランキングでは45位にランクインしている。

## あらすじ
201X年、地球の衛星軌道上に、異星人の巨大な宇宙船が飛来する。日本のビジネスマン柏木真人は、異星の偵察ドローンと偶然コンタクトすることになるが、その後宇宙船は地上に降下し、日本の三浦半島沖に居座る。日本政府の非常勤国家公務員（内閣官房参与）として登用された柏木は、国家規模のイベントで彼らを歓待する作戦である『天戸作戦』を実行し、ファーストコンタクトを成功させた。異星人達は姿こそ多少の差異はあれど人類型であり、メンタルも地球人と大差なく、友好的であることが判明する。
異星人は自らの所属する組織を「ティエルクマスカ銀河星間共和連合」と名乗った。彼らは日本以外の国には興味を示さず、日本とのみ話し合いたいと言うが、その理由や地球にやって来た理由も明かそうとはしない。異星人と本格的な話し合いを持った日本政府は、ティエルクマスカ銀河星間共和連合が多種の異星人からなる連合体であることを知ると共に、「ハイクァーン」と呼ばれる、既存の物、存在しないものを含め、設計さえ出来れば何でも即座にスキャンし、ほぼノーコストで複製することができる技術があるために貨幣経済が存在しないことが判明する。そのような交渉途上、彼らはそのハイクァーン技術と、ゼルクォートという仮想物質を造成する技術に、超光速航行技術を日本に無償で提供すると言い出す。
暫定的な条約を結んで数週間後、柏木の下にティエルクマスカ連合で最初に接触した異星人、イゼイラ星間共和国出身、イゼイラ人女性のフェルが押しかけ女房的にやって来た。

## 既刊一覧

### 銀河連合日本（第一部）
- 柗本保羽（著）・bob（イラスト） 『銀河連合日本』 星海社〈星海社FICTIONS〉、全13巻
  1. 2016年2月15日発売[星 1]、ISBN 978-4-06-139934-1
  2. 2016年6月15日発売[星 2]、ISBN 978-4-06-139943-3
  3. 2016年10月15日発売[星 3]、ISBN 978-4-06-139950-1
  4. 2017年2月15日発売[星 4]、ISBN 978-4-06-139958-7
  5. 2017年6月15日発売[星 5]、ISBN 978-4-06-139970-9
  6. 2017年10月13日発売[星 6]、ISBN 978-4-06-510404-0
  7. 2018年2月15日発売[星 7]、ISBN 978-4-06-511151-2
  8. 2018年6月15日発売[星 8]、ISBN 978-4-06-511997-6
  9. 2018年10月15日発売[星 9]、ISBN 978-4-06-513424-5
  10. 2019年2月15日発売[星 10]、ISBN 978-4-06-514844-0
  11. 2019年6月15日発売[星 11]、ISBN 978-4-06-516319-1
  12. 2019年10月15日発売[星 12]、ISBN 978-4-06-517532-3
  13. 2020年2月16日発売[星 13]、ISBN 978-4-06-518829-3

### 銀河連合日本 Age after
- 柗本保羽（著）・bob（イラスト） 『銀河連合日本 Age after』 星海社〈星海社FICTIONS〉、全6巻
  1. 「シエの帰郷」2020年6月17日発売[星 14]、ISBN 978-4-06-520177-0
  2. 「Project Enterprise」2020年10月17日発売[星 15]、ISBN 978-4-06-521285-1
  3. 「悠遠の王国（上）」2021年2月17日発売[星 16]、ISBN 978-4-06-522526-4
  4. 「悠遠の王国（下）」2021年6月17日発売[星 17]、ISBN 978-4-06-523924-7
  5. 「ヤル研秘宝館」2021年10月14日発売[星 18] 、ISBN 978-4-06-525812-5
  6. 「パラダイムシフト」2022年2月15日発売[星 19]、ISBN 978-4-06-527082-0